# Сухомлін Василь Іванович
Сухомлі́н Васи́ль Іва́нович (1874, Одеса — †12 лютого 1938) — український інженер, економіст, колекціонер, меценат, громадський діяч, Одеський міський голова у 1917 та 1918 роках.

## Життєпис
23 серпня 1917 одеським міським головою обрали есера Василя Івановича Сухомліна. Але вже через кілька тижнів він подав у відставку.
Василь Іванович народився я 30 грудня 1860 в Одесі. Батько його, дрібний чиновник державного банку, застрелився з необережності на полюванні, коли синові не було і 3-х років. Його вихованням займався вітчим Єлисей Якович Колбасін, родом із села Чогодарівка Ананьївського повіту, який добре знав Некрасова, Чернишевського і Добролюбова і був особливо близьким до Тургенєва. Середню освіту Сухомлін здобув в Одеському реальному училищі, а потім навчався в Одеськаму університеті (на природному факультеті).

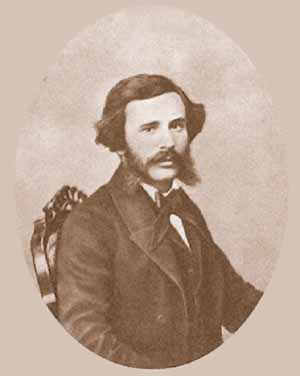
Єлисей Якович Колбасін

Освіту закінчив в 1884 році за кордоном і повернувся в Російську імперію, де його заарештували у справі Германа Лопатіна (революціонер-народник друг Карла Маркса) і протримали три роки у Петропавловській фортеці. У травні 1887, одночасно з Лопатіним, Саловою та іншими товаришами, він був присуджений військово-окружним судом до страти, яку командувач військами Петербурзького Військового Округу при зачитанні вироку замінив 15-річною каторгою. Каторгу відбув на Карі. Через 16 років, завдяки двом маніфестам, виданим при проїзді спадкоємця через Сибір і при коронації Миколи II, терміни перебування в Сибіру були скорочені, і в 1903 році Сухомлін отримав право повернутися в Росію. Повернувся він з дружиною О. Гальперіна, товаришем по партії Ганною Гальперіной, і з трьома дітьми (Ганною, Ольгою та Василем) і знову оселився в Одесі. Де вступив у партію соціалістів-революціонерів і в міру сил брав участь у її роботі.
Навесні 1904 Сухомлін був випадково переписаний у числі інших гостей на зборах у літератора О. М. Федорова, після чого за ним почали стежити по п'ятах шпики, а потім, після вбивства В'ячеслава Плеве, був заарештований і просидів три місяці у в'язниці. Потім його без жодних наслідків звільнили, і він узяв досить жваву участь у тодішній масовій роботі, виступав у 1905 році на мітингах у Одесі, Катеринославі, Харкові, Севастополі та інших місцях. У 1906 році, після розгону Думи, вступив в петербурзьку військову організацію, замістивши арештованого її керівника, Топорова, але за доносом Євно Азефа був арештований в Петербурзі вночі і просидів там три місяці.
У 1907 році Сухомлін висланий на заслання, звідки повернувся до Росії в 1910 році і оселився в Києві, де служив на залізничній лінії Одеса-Бахмач.
Брав участь у битві при Гнилій Липі, де був легко поранений в ногу, але згодом через нагноєння рани був евакуйований до Києва. У вересні 1917 року був призначений наказом міністерства землеробства представником міністра на Північний Кавказ при Ставропольському земельному комітеті. У Ставрополі робив доповідь на губернському селянському з'їзді і був обраний селянами на Всеросійський з'їзд, що відбувся в Петербурзі в листопаді 1917 року Повернувшись після з'їзду в Київ, пережив всі зміни влади до 1920 року, причому при гетьмані вступив у військову організацію для боротьби з німцями та в 1918 року був заарештований німцями за підозрою в більшовизмі і присуджений ними в концентраційний табір у Бялі, але, завдяки заступництву кадетських міністрів гетьмана, ця міра до нього не була застосована, і його звільнили без усяких наслідків. Після 1920 року він відійшов від політики. Василь Іванович Сухомлин помер в 1938 році.